# Peter J.H. van Bree
Pour les articles homonymes, voir Van Brée.
Peter Johannes Hendrikus van Bree ou plus simplement Peter van Bree (1927-2011) est un zoologiste néerlandais spécialisé dans les mammifères marins. Il est conservateur des collections de mammifères du Zoölogisch Museum Amsterdam de 1960 à 1992.

## Biographie
Peter van Bree nait le 17 septembre 1927 à Tebing Tinggi sur l'île de Sumatra. Il étudie la biologie et entre comme étudiant au Zoölogisch Museum Amsterdam en 1947 où il travaille sur les collections de reptiles et d'amphibiens. Après la Seconde Guerre mondiale, les collections de mammifères sont très abîmées et Peter van Bree est chargé par le conservateur P.J. van der Feen de remettre en état les collections. Il succède à P.J. van der Feen comme conservateur en 1960. Il le restera jusqu'à sa retraite en 1992. 
Il obtient son doctorat en 1973. Ces recherches portes sur les cétacés et les pinnipèdes. En 1971, il décrit pour la première fois une nouvelle espèce, le Dauphin commun d'Arabie (Delphinus tropicalis),. Il réalise des publications sur le retour du Phoque gris (Halichoerus grypus) dans les eaux néerlandaises.
Il décède le 24 février 2011,.